# KkStB 44 sorozatú szerkocsi
| KFNB F / kkStB 44     | KFNB F / kkStB 44 | KFNB F / kkStB 44 |
| --------------------- | ----------------- | ----------------- |
|                       |                   |                   |
| Műszaki adatok        |                   |                   |
| Tengelyek száma:      | 3                 | 3                 |
| Gyártásban:           | 1865–1867         | 1865–1867         |
| Darabszám:            | 28                | 28                |
| Tengelytávolság:      | 3 161 mm          | 3 161 mm          |
| Kerékátmérő:          | 969 mm            | 969 mm            |
| Hossz                 | 6 101 mm          | 6 101 mm          |
| Vízkészlet:           | 8,2 m³            | 8,2 m³            |
| Tüzelőanyagkészlet:   | 8,5 m³            | 8,5 m³            |
| Üres tömeg:           | 11,0 t            | 10,0 t            |
| Szolgálati tömeg:     | 26,0 t            | 25,0 t            |
| Csatolt mozdonytípus: | 407, 149          | 407, 149          |

A kkStB 44 sorozatú szerkocsi a Császári és Királyi Osztrák Államvasutak (kaiserlich und königlich Staatsbahnen, kkStB) egyik rendszeresített szerkocsitípusa volt.
A Kaiser Ferdinands-Nordbahn (KFNB) szerezte be mozdonyaihoz 1895-ben ezeket a szerkocsikat a StEG, a Bécsújhelyi és a Simmeringi Schmid Gépgyáraktól. A KFNB-nél az F szerkocsisorozat alá osztották be őket.
A KFNB államosítása után a kkStB a 44 szerkocsisorozatába sorolta be és továbbra is csak a KFNB eredetű mozdonyokkal üzemeltette.

## Fordítás
- Ez a szócikk részben vagy egészben  a   KkStB Tenderreihe 44 című német Wikipédia-szócikk fordításán alapul.  Az eredeti cikk szerkesztőit annak laptörténete sorolja fel. Ez a jelzés csupán a megfogalmazás eredetét és a szerzői jogokat jelzi, nem szolgál a cikkben szereplő információk forrásmegjelöléseként.